# Залесовское сельское поселение
Зале́совское се́льское поселе́ние  — упразднённое муниципальное образование в составе Полесского района Калининградской области. Административным центром поселения — посёлок Залесье.

## История
Залесовское сельское поселение образовано 30 июня 2008 года в соответствии с Законом Калининградской области № 260, в его состав вошла территория Залесовского сельского округа.
Законом Калининградской области от 18 октября 2016 года № 5, 1 января 2017 года все муниципальные образования Полесского муниципального района — Полесское городское поселение, Головкинское, Залесовское, Саранское и Тургеневское сельские поселения — были преобразованы, путём их объединения, в Полесский городской округ.

## Состав сельского поселения
В состав сельского поселения входят 17 населённых пунктов
- Александровка (посёлок) — 166[4]
- Ближнее (посёлок) — 59[4]
- Виноградное (посёлок) — 93[4]
- Дальнее (посёлок) — 335[4]
- Залесье (посёлок, административный центр) — 1149[4]
- Заречье (посёлок) — 17[4]
- Зеленово (посёлок) — 32[4]
- Зуевка (посёлок) — 2[4]
- Искрово (посёлок) — 34[4]
- Каштаново (посёлок) — 83[4]
- Краснохолмское (посёлок) — 39[4]
- Новая Жизнь (посёлок) — 20[4]
- Новосельское (посёлок) — 13[4]
- Октябрьское (посёлок) — 29[4]
- Пески (посёлок) — 1[4]
- Полевой (посёлок) — 23[4]
- Ягодное (посёлок) — 22[4]

## Население
| 2002 | 2010  | 2012  | 2013  | 2014  | 2015  | 2016  |
| ---- | ----- | ----- | ----- | ----- | ----- | ----- |
| 2193 | ↘2117 | ↘2115 | ↘2111 | ↘2103 | ↘2102 | ↘2098 |